# Medal Lotniczy (Francja)
Medal Lotniczy (fr. Médaille de l'Aéronautique) – francuskie odznaczenie wojskowe i cywilne dla osób zasłużonych dla lotnictwa.

## Historia
Tuż przed wybuchem II wojny światowej w Ministerstwie Lotnictwa rozważano ustanowienie odznaczenia państwowego dla wyróżnienia osób zasłużonych dla lotnictwa, lecz z uwagi na wybuch wojny do realizacji tego przedsięwzięcia nie doszło.
Po zakończeniu wojny powrócono do pomysłu utworzenia odznaczenia i dekretem z dnia 14 lutego 1945 roku ustanowiono odznaczenie, które otrzymało nazwę Médaille de l'Aéronautique (pol. Medal Lotniczy), który miał być nadawany za zasługi dla lotnictwa wojskowego i cywilnego, jak również dla osób zasłużonych dla przemysłu lotniczego.
Statut medalu ostatecznie został ustanowiony dekretem z dnia 16 maja 1949 roku, w którym to ostatecznie ustalono sposób i tryb nadawania medalu. W kolejnych dekretach z 9 września 1950, 6 lipca 1951 i 30 stycznia 1962 roku dokonano jeszcze poprawek w statucie, lecz dotyczyły one w zasadzie tylko składu rady przyznające medal.

## Zasady nadawania
Medal zgodnie ze statutem jest nadawany przez radę medalu osoba, które wyróżniły się w działalności na rzecz rozwoju lotnictwa i przemysłu lotniczego, a w szczególności osoby które:
- wyróżniły się w działaniach na rzecz rozwoju lotnictwa wojskowego i cywilnego, sportu lotniczego, lotnisk, firm lotniczych oraz  przedsiębiorstw produkujących samoloty. W tym przypadku wyróżnienie dla personelu lotniczego w lotnictwie wojskowym nadanie mogło nastąpić przy 15 letnim stażu pracy, dla lotnictw cywilnego przy 35 letnim stażu. Dla osób zasłużonych niebędących personelem lotniczym staż pracy wynosi odpowiednio dla lotnictw wojskowego 20 lat a cywilnego 40 lat,
- dokonały wybitnych czynów w lotnictwie, czynów bohaterskich lub podjęły nowatorskie działania na rzecz lotnictwa,
- poniosły śmierć w poważnych katastrofach lotniczych w związku z wykonywaniem obowiązków służbowych.

Medal może być nadawany także cudzoziemcom.
Medal nadawany jest przez radę i w ciągu roku może ona nadać 275 medali. Medal są wręczane dwa razy w roku: 1 stycznia i 14 lipca.
Do dnia 1 stycznia 2003 roku nadano około 18 tys. tych medali.

## Opis odznaki
Odznaka odznaczenia wykonana jest ze pozłacanego brązu i ma postać prostokątnej tarczy o wysokości 33 mm i szerokości 27 mm.
Na awersie, który pokryty jest czerwona emalią w środkowej części znajduje się głowa kobiety w czapce frygijskiej, będąca symbolem Francji a pod nią napis HONNEUR ET PATRIE (pol. Honor i Ojczyzna). Głowa kobiety i napis oraz krawędzie medalu są pozłacane.
Na rewersie znajduje się napis MÉDAILLE DE L’AÉRONAUTIQUE 1945 (pol. Medal Lotniczy 1945).
Medal zawieszony jest na wstążce o szer. 38 mm koloru niebieskiego. Na baretce odznaczenia dodatkowo znajduje się miniaturka francuskiej odznaki lotniczej.